# Mostarsko muftijstvo
Mostarsko muftijstvo jest muftijstvo Islamske zajednice u Bosni i Hercegovini koje djeluje na području Bosne i Hercegovine. Sjedište je u Mostaru. Trenutačni muftija je Salem Dedović (od 2014.).

## Povijest
Početak rada Mostarskog muftijstva veže se za mevlanu Ahmeda, koji se spominje 1592., kao prvi poznati mostarski muftija. Mostarsko muftijstvo teritorijalno je najveće muftijstvo u Bosni i Hercegovini. Organizacijski mu pripada 14 medžlisa (odbora) Islamske zajednice, koji po aktualnom ustavnom uređenju Bosne i Hercegovine pokrivaju prostor 17 općina u tri županije (Hercegovačko-neretvanskoj, Zapadnohercegovačkoj i Hercegbosanskoj) te cijelu istočnu Hercegovinu, u entitetu Republika Srpska. 
U vrijeme ustanka Srba u Hercegovini od 1875. do 1878. posebice je zabilježeno stradanje vjerskih objekata. Objekti Mostarskog muftiluka stradali su i u vrijeme Prvog i Drugog svjetskog rata. U vrijeme SFR Jugoslavije mnoge džamije su porušene. Od 1949. do 1967. u Mostaru je porušeno 11 džamija. U vrijeme rata u Bosni i Hercegovini imovina Mostarskog muftijstva, u prvom redu džamije i mesdžidi, ali i svi drugi objekti u njegovu posjedu, razarani su i potpuno uništavani.

## Muftije
Nepotpun popis:
| #   | Ime i prezime          | Mandat počeo | Mandat završen |
| --- | ---------------------- | ------------ | -------------- |
| 1.  | Mevlana Ahmed          | 1594.        | ?              |
| 2.  | Mustafa Ejubović       | 1692         | 1707.          |
| 3.  | Mustafa Ćišić          | ?            | 1830.          |
| 4.  | Beg (Mustafa) Mukić    | 1845.        | 1854.          |
| 5.  | Mustafa Sidki Karabeg  | 1857.        | 1878.          |
| 6.  | Ali Fehmi Džabić       | 1879.        | ?              |
| 7.  | Ali Fehmi Džabić mlađi | ?            | 1899.          |
| 8.  | Abdullah Riđanović     | 1899.        | 1917.          |
| -   | -                      | -            | -              |
| 9.  | Hfz. Omer ef. Džabić   | 1929.        | 1936.          |
| -   | -                      | -            | -              |
| 10. | Seid Smajkić           | 1980.        | 2014.          |
| 11. | Salem Dedović          | 2014.        | Trenutačno     |

## Organizacija
Mostarskom muftijstvu pripada 14 medžlisa (odbora) Islamske zajednice: Bileća, Čapljina, Gacko, Glamoč, Jablanica, Konjic, Livno, Ljubuški, Mostar, Nevesinje, Prozor, Stolac, Tomislavgrad i Trebinje, koji su dalje podijeljeni na džemate. Džemati čine najmanje organizacijske jedinice Islamske zajednice.
Na području ovog muftijstva djeluje Karađoz-begova medresa, najstarija obrazovna institucija na području Hercegovine. Utemeljio ju je najpoznatiji hercegovački vakif, Mehmed-beg Karađoz, 1557. Njezin je rad prekinut 1918., a obnovljen je 1995.

## Vanjske poveznice
- Službena stranica